# Студенческий дозор
Студенческий дозор  — всероссийский правозащитный проект, направленный на защиту прав и решение проблем студентов вузов и ссузов России. Является одним из проектов, реализуемых Всероссийским студенческим союзом на федеральном уровне.
«Студенческий дозор» призван оперативно решать проблемы студентов во взаимодействии со студенческими и молодежными организациями, администрациями учебных заведений, органами власти и правоохранительными органами.

## История
«Студенческий дозор» стартовал в ноябре 2012 года как региональный проект, реализуемый на территории Алтайского края . В 2013 году после начала реализации проекта на территории Москвы и Московской области, проект получили статус межрегионального. Тогда более 1000 человек обратились за помощью и консультацией к нашим экспертам. В декабре 2013 года в рамках III Всероссийского форума студенческих организаций Оргкомитет «Студенческого дозора» принял решение запустить проект в масштабах всей страны

## Задачи
- Правовое консультирование студентов по вопросам, связанным с получением образования;
- Контроль за своевременной полноразмерной выплатой стипендий;
- Выявление фактов получения взяток в вузах и ссузах страны;
- Контроль за качеством питания в учебных заведениях;
- Мониторинг состояния общежитий и учебных корпусов;
- Выявление фактов нарушения учебного процесса;
- Борьба с вузами-«однодневками» и вузами-«прокладками»;
- Проведение мероприятий, направленных на повышение правовой культуры студентов

## Достижения
Ежедневно юристы проекта оказывают консультационную помощь студентам, права которых нарушаются. Активисты проекта добивались заведения уголовных дел на руководителей учебных заведений и комендантов общежитий. После обращения представителей проекта ушел в отставку глава одного из департаментов Минобрнауки России. Активисты и юристы проекта также раскрывали незаконные схемы поступления в вуз, поселения в общежития. В рамках всероссийского правозащитного проекта «Студенческий дозор» обращения обучающихся рассматривали Министр образования и науки РФ Д. В. Ливанов, руководство Генеральной Прокуратуры РФ, депутаты Государственной Думы РФ и другие эксперты. Подписано соглашение о сотрудничестве с общественной организацией «Офицеры России»
К основным достижениям организаторы проекта относят:
- Разрешен вопрос с массовой невыплатой стипендий в январе 2014 года и последующая отставка ответственного за данный вопрос руководителя соответствующего департамента Министерства образования и науки РФ[6];
- Дана правовая консультация более 10000 студентам[7];
- Проведены рейды по вузам, которым Рособрнадзор запретил приём учащихся на 1 курс[8];
- Заведено уголовное дело на коменданта общежития Московской государственной академии ветеринарной медицины и биотехнологии имени К. И. Скрябина, вымогавшего взятки за проживание студентов;
- Заведено уголовное дело на декана юридического факультета АлтГУ за факт получения взятки;
- Заведено уголовное дело в отношении директора Павловского сельскохозяйственного колледжа за вымогательство «добровольных» пожертвований у студентов;
- Организовано правозащитное направление в рамках Крымского студенческого форума 2014[9] .